# Erica Spindler
Pour les articles homonymes, voir Spindler.
Erica Spindler, née en 1957, est une auteure américaine de romances policières et de romans policiers.

## Biographie
Tournée vers les arts visuels, elle a obtenu un Baccalauréat en Beaux-Arts à la Delta State University et une maîtrise en Arts de l'Université de La Nouvelle-Orléans. En 1982, elle se tourne vers l'écriture alors qu'elle est clouée au lit, malade. Ses premiers romans sont essentiellement de la romance pure, jusqu'en 1996, date à laquelle elle se tourne vers l'écriture de romances policières dont le premier fut Forbidden Fruit, puis vers le roman policier.
En 2010, elle gagne le Prix Daphne du Maurier pour son roman Rapt.

## Œuvre

### Romances diverses
- L'amour en campagne, Harlequin, coll. « Rouge Passion » ((en) Heaven sent, 1987)
- Les caprices du hasard, Harlequin, coll. « Duo Désir », 1989 ((en) Chances are, 1989)Réédité en 2003 dans la coll. « Harlequin d'or », puis en 2012 sous le titre Les amants interdits dans la coll. « Hors Série Thématiques »
- Au jardin d'innocence, Harlequin, coll. « Rouge Passion », 1990 ((en) Read between the lines, 1989)
- La rime et la raison, Presses de la Cité, coll. « Passion » ((en) Rhyme or reason, 1990)
- Mady et les tortues, Presses de la Cité, coll. « Passion », 1992 ((en) Wishing moon, 1991)
- Le bonheur reconquis, Harlequin, coll. « Amours d'aujourd'hui », 2003 ((en) Longer than..., 1991)
- La force de l'amour, Harlequin, coll. « Amours d'aujourd'hui », 2004 ((en) Baby mine, 1992)
- Le piège amoureux, Presses de la Cité, coll. « Passion » ((en) Tempting chance, 1993)
- Le souffle de la passion, Harlequin, coll. « Émotions », 2004 ((en) Baby, come back, 1994)
- (en) Slow heat, 1995Inédit en France

### Policiers
- Destinées, Harlequin, coll. « Best Sellers », 2004 ((en) Red, 1995)Réédité en 2005 dans la coll. « Mira », à nouveau dans la coll. « Best Sellers » en 2008, puis sous le titre Trahison dans la coll. « Jade » en 2011
- La fleur de la honte, Harlequin, coll. « Best Sellers », 1997 ((en) Forbidden fruit, 1996)Réédité sous le titre Le fruit défendu dans la coll. « Jade » en 2006
- Obsession, Harlequin, coll. « Best Sellers », 1998 ((en) Fortune, 1997)Réédité en 2005 sous le titre L'ombre pourpre dans la coll. « Jade »
- Pulsion meurtrière/Fantasmes interdits, Harlequin, coll. « Best Sellers », 1998 ((en) Shocking pink, 1998)Réédité en 2005 dans la coll. « Mira »
- Délits d'amour/Le venin/L'innocence volée, Harlequin, coll. « Best Sellers », 2000 ((en) Cause For Alarm, 1999)Réédité en 2005 dans la coll. « Mira » et en 2007 dans la coll. « Jade »
- La dernière cible/La griffe du mal, Harlequin, coll. « Best Sellers », 2001 ((en) All fall down, 2000)Réédité en 2005 dans la coll. « Mira »
- Rapt, Harlequin, coll. « Best Sellers », 2002 ((en) Bone Cold, 2001)Réédité en 2004 dans la coll. « Mira »
- Délivrance/Black Rose, Harlequin, coll. « Best Sellers », 2003 ((en) Dead Run, 2002)Réédité en 2004 dans la coll. « Mira »
- Le silence du mal, Harlequin, coll. « Best Sellers », 2004 ((en) In Silence, 2003)Réédité en 2005 dans la coll. « Mira »
- Collection macabre, Harlequin, coll. « Mira », 2008 ((en) Last known victim, 2007)Réédité en 2009 dans la coll. « Best Sellers »
- Le secret écarlate, Harlequin, coll. « Best Sellers », 2010 ((en) Blood Vines, 2010)Réédité en 2011 dans la coll. « Mira »
- (en) Spiderweb, 2011Inédit en France
- Les anges de verre, Harlequin, coll. « Mosaïc », 2012 ((en) Watch me die, 2011)Réédité en 2013 dans la coll. « Best Sellers »
- (en) Justice for Sara, 2013Inédit en France
- (en) The First Wife, 2015Inédit en France
- (en) The Other Girl, 2017Inédit en France
- (en) The Look-Alike, 2020Inédit en France

### Série Fleurs du Sud
1. Le choix d'une femme, Harlequin, coll. « Amours d'aujourd'hui », 2003 ((en) A winter's rose, 1993)Réédité en 2009 sous le titre Les couleurs de l'aube dans la coll. « Jade »
2. Un cœur à nu, Harlequin, coll. « Amours d'aujourd'hui », 2003 ((en) Night Jasmine, 1993)Réédité en 2007 sous le titre Parfum de Louisiane dans la coll. « Jade »
3. La vie en face, Harlequin, coll. « Amours d'aujourd'hui », 2003 ((en) Magnolia Dawn, 1993)Réédité en 2008 sous le titre Un parfum de magnolia dans la coll. « Jade »

### Série Kitt Lundgren
1. Le tueur d'anges, Harlequin, coll. « Mira », 2007 ((en) Copycat, 2006)
2. Et vous serez châtiés, Harlequin, coll. « Mira », 2009 ((en) Breakneck, 2008)

### Série Stacy Killian
1. Cauchemar, Harlequin, coll. « Mira », 2005 ((en) See Jane die, 2004)
2. Jeux macabres, Harlequin, coll. « Mira », 2008 ((en) Killer takes all, 2005)

### Série The Lightkeepers supernatural
- (en) The Final Seven, 2016Inédit en France